# Stephanie Jentgens
Stephanie Jentgens (* 1964 in Wuppertal) ist eine deutsche Hochschuldozentin, Autorin, Herausgeberin und Jurorin. Sie ist Expertin für Kinder- und Jugendliteratur, Literaturpädagogin mit den Schwerpunkten im Bereich mündliches Erzählen, Lese- und Sprachförderung, Kreatives Schreiben und Hyperfiction.

## Leben und Wirken
Stephanie Jentgens studierte Germanistik, Psychologie und Politik in Wuppertal, Freiburg und Köln. Sie arbeitete an der Arbeitsstelle für Kinder- und Jugendliteraturforschung an der Universität zu Köln. Seit 1995 war sie als erste Dozentin für Literatur und Sprache an der Akademie Remscheid tätig, baute den Fachbereich auf und leitete ihn bis 2018.
Sie führte bereits in den neunziger Jahren Fortbildungen zum Poetry-Slam durch. Basierend auf dieser Erfahrung erfand sie den Book Slam. 1997 leitete sie gemeinsam mit dem Spielpädagogen Gerhard Knecht das erste Erzählfestival in Deutschland und entwickelte mit ihm eine Fortbildung, bei der literatur- und spielpädagogische Methoden für das Erfinden und Erzählen von Geschichten genutzt wurden. Das Festival wurde alle zwei Jahre kontinuierlich bis 2016 durchgeführt. Von 2002 bis 2006 war sie Jurorin für den Deutschen Jugendliteraturpreis und hatte zwischen 2002 und 2008 Lehraufträge an der Universität Dortmund inne.
Jentgens leitete mehrere Projekte zur Vermittlung des mündlichen Erzählens an Kinder (u. a. Fabula Held, ein Projekt an zehn Grundschulen in NRW). 2008 entwickelte sie erstmals in Deutschland die Weiterbildung „Literaturpädagogik“ und publizierte 2016 das entsprechende „Lehrbuch Literaturpädagogik“. Von 2012 bis 2015 war sie Vorsitzende des Arbeitskreises für Jugendliteratur e.V.
2018 kündigte sie ihre Stelle an der Akademie der Kulturellen Bildung und übernahm eine Tätigkeit an der Martin-Luther-Universität Halle.

## Werke (Auswahl)
- Wolfgang Beywl, Wolfgang Helmstädter, Stephanie Jentgens, Udo Schramm: Betriebe in Selbstverwaltung. Eine empirische Untersuchung in Nordrhein-Westfalen, Verlag für wissenschaftliche Publikationen, 1990
- Stephanie Jentgens: Kassandra. Spielarten einer literarischen Figur. Olms Verlag, Dissertation, 1995
- Stephanie Jentgens, Claudia Krämer, Kathrin Waldt, Annette Graf, Kathrin Frank: Beobachten, fördern und fordern im Deutschunterricht. Kartei 1–4, Westermann, 2006/07
- Stephanie Jentgens und Gerhard Knecht: Erzählspiele von A bis Z. Westermann, 2009
- Renate Höfer, Stephanie Jentgens, Gerhard Knecht, Florian Straus: Erzählen ist mehr als Erzählen. Ludwigshafen, 2009
- Stephanie Jentgens, Claudia Crämer, Kathrin Walcher-Frank (Hrsg.): Lesebuch Mobile 2 und 3, Westermann, 2010, 2011
- Stephanie Jentgens (Hrsg.): Lesebuch Mobile 4, Westermann, 2012
- Stephanie Jentgens (Hrsg.): Lehrermaterialien zum Lesebuch Mobile 4, Westermann, 2012
- Stephanie Jentgens, Susanne Tiggemann: 24 Weihnachtslieder und Vorlesegeschichten. Illustriert von Alexa Riemann, Schott Verlag, 2014
- Stephanie Jentgens (Hrsg.): Was ist los vor meiner Tür? 20 Geschichten der Besten zum 60. Geburtstag des Deutschen Jugendliteraturpreises. Jacoby & Stuart, 2016
- Stephanie Jentgens: Lehrbuch Literaturpädagogik. Eine Einführung in Theorie und Praxis der Literaturvermittlung. Beltz Verlag, 2016
- Stephanie Jentgens: Essayistisches Schreiben in der Kinder- und Jugendliteratur. Peter Lang, 2021